# Diadromus
Diadromus is een geslacht van gewone sluipwespen (Ichneumonidae). De wetenschappelijke naam werd gepubliceerd door Constantin Wesmael in 1845.

## Soorten
- Diadromus albiceps
- Diadromus albinotatus
- Diadromus angusticornis
- Diadromus arcticus
- Diadromus arrisor
- Diadromus bipunctatus
- Diadromus buciumensis
- Diadromus candidatus
- Diadromus capitosus
- Diadromus carinifer
- Diadromus collaris
- Diadromus erythrostomus
- Diadromus helvolus
- Diadromus heteroneurus
- Diadromus intermedius
- Diadromus japonicus
- Diadromus marginatus
- Diadromus medialis
- Diadromus peterseni
- Diadromus pimplarius
- Diadromus pulchellus
- Diadromus pygmaeus
- Diadromus rubicundus
- Diadromus rufiventris
- Diadromus shakotanus
- Diadromus subtilicornis
- Diadromus tenax
- Diadromus troglodytes
- Diadromus ustulatus
- Diadromus varicolor
- Diadromus zwakhalsi